# Закон Біо — Савара — Лапласа

Мал. 1.

Закон Біо-Савара-Лапласа  — закон, який визначає магнітну індукцію навколо провідника, в якому протікає електричний струм. 

## Формулювання закону
```
Якщо магнітне поле створюється декількома провідниками зі струмом, то індукція результуючого поля є векторною сумою індукцій полів, що створюються кожним провідником окремо.
```

### Історія формування
Спочатку Жан-Батіст Біо і Фелікс Савар на підставі своїх експериментів сформулювали закон, що визначав напруженість магнітного поля навколо дуже довгого прямолінійного провідника зі струмом. Цей закон називають законом Біо-Савара. П'єр-Симон Лаплас узагальнив результати Біо та Савара, сформулювавши закон, який визначав напруженість магнітного поля в будь-якій точці навколо контуру зі струмом довільної форми. Хоча історично закон був сформульований для напруженості магнітного поля, в сучасному формулюванні використовується магнітна індукція.

## Магнітне поле навколо прямолінійного провідника
За законом Біо-Савара:
{\displaystyle B=k{\frac {I}{2r}}}
де {\displaystyle B} — магнітна індукція в точці М на відстані r від прямолінійного провідника із струмом I (мал. 1); k — коефіцієнт пропорційності, величина і розмірність якого залежать від вибору системи фізичних величин, r — радіус-вектор.
У  Міжнародній системі величин (ISQ)
{\displaystyle k={\frac {\mu _{0}}{4\pi }}},
де {\displaystyle \mu _{0}} — магнітна стала.
У гаусовій системі
{\displaystyle k={\frac {1}{c}}},
де {\displaystyle c} — швидкість світла.

## Магнітне поле навколо контуру довільної форми
Закон Біо-Савара експериментально відкрили 1820 Жан-Батіст Біо і Фелікс Савар. Цей закон є частковим випадком загальнішого закону Біо-Савара-Лапласа сформульованого П'єром-Симоном Лапласом 1820 на підставі матеріалів з численних дослідів Біо і Савара.

Мал. 2.

За цим законом величина магнітної індукції в точці М на відстані r від елемента М провідника довільної форми визначається формулою:
{\displaystyle dB=k{\frac {Idl}{r^{2}}}\sin \alpha }
де α — кут між напрямом струму I і напрямом радіуса-вектора r (мал. 2). Повна магнітна індукція B, створена струмом у провіднику довільної форми і скінченної довжини, дорівнює геометричній сумі елементарних індукцій. У векторній формі це записується як:
{\displaystyle \mathbf {B} =k\int _{L}{\frac {I\mathbf {dl} \times \mathbf {r} }{r^{3}}}}
Наприклад, інтегруванням одержують формули для магнітної індукції навколо нескінченно довгого прямолінійного провідника зі струмом, наведену вище. Аналогічно можна отримати формулу Біо—Савара для магнітного поля в центрі колового струму
{\displaystyle B=k{\frac {2\pi I}{r}}}.
Магнітна індукція поля в середній частині дуже довгого соленоїда {\displaystyle B=k4\pi In} та ін.
Напрям магнітної індукції в усіх випадках визначається за правилом гвинта, або за правилом правої руки.